# 채널A 뉴스 스테이션
《채널A 뉴스 스테이션》은 대한민국에서 토요일 오후 4시 20분에 텔레비전으로 방송했던 채널A의 토요일 오후 뉴스 프로그램이다.

## 방송시간
- 개국 초기 : 토요일 오전 9시 ~ 10시 10분
- 2015년 현재 : 토요일 오후 4시 20분 ~ 5시 40분

## 채널A의 다른 뉴스 프로그램
- 뉴스A LIVE
- 사건 상황실
- 정치 데스크
- 채널A 뉴스 TOP 10
- 뉴스A
- 채널A 뉴스뱅크